# Абитаева, Ямиля Зулькафилевна
Ямиля Зулькафилевна Абитаева (баш. Йәмилә Зөлҡәфил ҡыҙы Абитаева; 1916—1994) — актриса. Заслуженный артист Башкирской АССР (1969). Член Союза театральных деятелей Башкирской АССР (1954).

## Биография
Абитаева Ямиля Зулькафилевна родилась 23 января 1916 года в деревне Малоюлдашево Бузулукского уезда Самарской губернии (ныне Красногвардейского района Оренбургской области).
1936 году окончила Башкирский техникум искусств по курсу Х. Г. Бухарского, М. А. Магадеева.
В 1936—1974 годах работала актрисой Баймакского колхозно-совхозного драматического театра (с 1968 года — Сибайский башкирский театр драмы).
Умерла 12 июня 1994 года в Уфе Республики Башкортостан.

## Основные роли
- Карлугас (драма «Карлугас» Баязита Бикбая; дебютная роль в 1936 году)
- Галима (драма «Черноликие» Гайнана Амири и Валиахмета Галимова, написанная по повести «Черноликие» Мажита Гафури)
- Тансулпан (драма «Тансулпан» Кадира Даяна)
- Айсылу (драмы «Сакмар» и «Дружба и любовь» Сагита Мифтахова)
- Марзия (драма «Он вернулся» Ангама Атнабаева)
- Елена Кошевая (драма «Герои» Валиахмета Галимова по роману Александра Фадеева «Молодая гвардия»)
- Туктабика (драма «Похищение девушки» Мустая Карима)

## Семья
Сын Абзгильдин Абрек Амирович (1937—2013) — народный художник Российской Федерации (2009) и Республики Татарстан (1995), заслуженный деятель искусств Российской Федерации (2002) и Татарской АССР (1986).